# King (bedrijf)
King Digital Entertainment plc is een Zweeds computerspelbedrijf dat is gevestigd in Malta. Het is ook op Facebook actief. King bracht in 2012 de game Candy Crush Saga uit. Dit wordt beschouwd als een van de meest financieel succesvolle games die het freemium model gebruikt. 
In 2016 werd de overname van King door Activision Blizzard afgerond, dit voor een bedrag van $ 5,9 miljard. Microsoft nam Activision Blizzard in 2022 over voor een bedrag van $ 68,7 miljard dollar.

## Bedrijf
De directeur van King, Riccardo Zacconi, is een van de oprichters. Hij zette het bedrijf in 2003 samen met Melvyn Morris op. Morris werd voorzitter van King.
King heeft zijn kantoren in Londen en Stockholm. De gamestudio's zijn gevestigd in Londen, Stockholm, Barcelona, Malmo en Berlijn. Het hoofdkantoor is gevestigd in Malta. Andere belangrijke kantoren zijn gevestigd in New York en San Francisco.

## Games
King games biedt het spelen op verschillende platforms aan via een facebook-account. Hierbij kunnen gebruikers verbinding maken met hun Facebook-account terwijl ze op hun smartphone of tablet spelen. Dit betekent dat de voortgang van de gebruiker op alle platforms wordt bijgewerkt, waardoor de speler van smartphone of tablet via zijn Facebook account kan wisselen zonder de voortgang in het spel te verliezen.
Bubble Witch Saga was het eerste mobiele spel van King, uitgebracht in juli 2012 na de lancering op Facebook in september 2011. Papa Pear Saga werd in maart 2013 uitgebracht op Facebook. Rond 2012 werd Pyramid Solitaire Saga soft gelanceerd op Facebook. Het werd voor apps uitgebracht in mei 2014.
In juni 2013 werd Candy Crush Soda Saga soft gelanceerd op Facebook. Bubble Witch 2 Saga werd ook in 2013 uitgebracht voor Android en iOS-apparaten. In november 2014 werd Candy Crush Soda Saga op uitgebracht op Android en iOS.
In 2013 verwierf King de Defold game engine. Deze engine werd in 2007 ontwikkeld door Ragnar Svensson en Christian Murray als een 2D game engine. De twee hadden de engine aan King aangeboden en hun diensten als aannemers om het te ondersteunen. King kocht de engine en de eerste game die hiervan gebruik maakte was het spel Blossom Blast Saga.
In maart 2016 gaf King de Defold engine vrij als gratis ontwikkeltool voor elke gebruiker en in mei 2020 stond het de controle van de engine af aan de Defold Foundation. Dit zorgde ervoor dat de engine open source werd en het bedrijf beloofde de tool te blijven ondersteunen met extra investeringen.
King kondigde in april 2017 aan een mobiel Call of Duty-spel te gaan ontwikkelen, een eigendom van Activision: het spel zou een van de eerste zijn buiten de casual mobiele ruimte voor het bedrijf.
King's meest populaire spel is Candy Crush Saga, werd gelanceerd op King's website in maart 2011 en is een tegel-matching spel. Het werd gelanceerd op Facebook in april 2012 en won snel aan populariteit. Na het succes op Facebook lanceerde King Candy Crush Saga op mobiele apparaten (iOS en Android) in november 2012. Het spel werd in de eerste maand meer dan 10 miljoen keer gedownload. In januari 2013 werd het de nummer één meest gespeelde game op Facebook. In maart 2013 had het meer dan 45 miljoen maandelijkse gebruikers en op januari 2014 had het meer dan 150 miljoen maandelijkse gebruikers.
Hoewel King andere titels blijft uitbrengen, ligt de focus van het bedrijf vanaf november 2017 in principe op zijn vier populairste series: Candy Crush Saga, Bubble Witch Saga, Pet Rescue Saga, en Farm Heroes Saga.
| Jaar | Titel                        | Status    | Beschrijving |
| ---- | ---------------------------- | --------- | --- |
| 2011 | Bubble Saga                  | Stopgezet | Net als bij Bubble Shooter richten de spelers gekleurde bubbels op een veld, waarbij ze de bubbels moeten verwijderen als ze drie of meer aaneengesloten matches maken. |
| 2011 | Bubble Witch Saga            | Stopgezet | Vergelijkbaar met Puzzle Bobble. De spelers richten gekleurde bubbels op een veld, waarbij ze de bubbels opruimen als ze drie of meer overeenkomsten maken. |
| 2012 | Candy Crush Saga             | Actief    | Een spel met verwisselende tegels waarbij spelers 3 dezelfde figuren moeten matchen. Er zijn speciale snoeptegels die gebruikt kunnen worden voor het voltooien van unieke doelen. |
| 2012 | Pyramid Solitaire Saga       | Actief    | Gebaseerd op het solitaire kaartspel Patience, spelers proberen een bord met kaarten leeg te spelen door kaarten te kiezen die de op één na hoogste of laagste waarde hebben van de kaart die zij zojuist zelf hebben gekozen of gedeeld.                                                                                                |
| 2012 | Pet Rescue Saga              | Actief    | Gebaseerd op SameGame waar de speler aangrenzende vakjes van dezelfde kleur kiest om het bord leeg te spelen. |
| 2013 | Papa Pear Saga               | Stopgezet | Een variatie op het spel Peggle waar spelers projectielen op een spelbord schiet om verschillende pinnen weg te spelen. De bedoeling is de projectielen onderaan het spelbord te laten landen. Het spel is stopgezet op 14 januari 2022.                                                                                                 |
| 2013 | Farm Heroes Saga             | Actief    | Een spel waarbij de speler 3 dezelfde gewassen moet verzamelen. Deze verschillende gewassen dient de speler te verzamelen om elke puzzel te vervolledigen. |
| 2013 | Pepper Panic Saga            | Stopgezet | Een spel waarbij de speler 3 dezelfde hete pepers moet verzamelen. De speler moet kijken of het de kleur als grootte dezelfde is voordat hij de pepers kan verzamelen. |
| 2014 | Bubble Witch 2 Saga          | Actief    | Een vervolg op Bubble Witch Saga, met als hoofddoel dezelfde spelmechanismen maar met nieuwe leveltypes. |
| 2014 | Diamond Digger Saga          | Stopgezet | Een variatie op SameGame. Hier heeft de speler de opdracht voor het verzamelen van groepen tegels van dezelfde kleur en dient de speler rotsen te verwijderen om een route te maken. Langs deze route kan dan water stromen tussen de ingang en uitgang van het level.                                                                   |
| 2014 | Candy Crush Soda Saga        | Actief    | Een uitbreiding op Candy Crush Saga met extra soorten snoeptegels, met frisdrank gevulde levels die ervoor zorgen dat snoeptegels blijven drijven in plaats van zinken, en andere puzzelopdrachten. |
| 2015 | AlphaBetty Saga              | Stopgezet | Een spel volgens het concept van Boggle en Bookworm waarbij de speler probeert woorden te maken van aangrenzende lettertegels. |
| 2015 | Scrubby Dubby Saga           | Stopgezet | Een spel vergelijkbaar met Chuzzle waar de speler titels verwisselt om zo een kolom of rij vrij te maken. |
| 2015 | Paradise Bay                 | Stopgezet | Een dorpssimulatiespel in de aard van Farmville, ontwikkeld door Z2, een door King overgenomen studio. Dit spel werd op 17 mei 2019 definitief stopgezet. |
| 2015 | Blossom Blast Saga           | Actief    | Een variant op Talismania, bloemen van verschillende kleuren worden op een hexagonaal raster geplaatst, de speler trekt een lijn van gelijk gekleurde bloemen om ze bij elkaar te laten passen en ze te laten bloeien. Volledig uitgebloeide bloemen breiden zich vervolgens uit en "springen", waardoor de bloemen eromheen verdwijnen. |
| 2016 | Candy Crush Jelly Saga       | Actief    | Uitbreiding op Candy Crush Saga en Candy Crush Soda Saga, met levels waarbij spelers gelei over het speelbord moeten verspreiden. In deze versie toevoeging van eindbaasgevechten met een computertegenstander. |
| 2016 | Farm Heroes Super Saga       | Actief    | Uitbreidend op Farm Heroes Saga, spelers moeten de eekhoorn helpen om noten te krijgen door de vakjes op het bord te verplaatsen. Bij elke beweging die je maakt waait de wind in veranderd het spelbord. |
| 2016 | Shuffle Cats                 | Stopgezet | Een spel zoals rummy waarbij het doel is om een aantal kaarten te combineren voordat de tegenstander dat doet. |
| 2017 | Bubble Witch 3 Saga          | Actief    | Een vervolg op de Bubble Witch Saga serie. |
| 2017 | Legend of Solgard            | Actief    | Ontwikkeld door Snowprint Studios en uitgegeven door King (nu uitgegeven door Snowprint Studios), een rollenspel met een match-3 spelmechanisme. |
| 2018 | Diamond Diaries Saga         | Actief    | In dit spel maak je sieraden door het koppelen van 3 of meer juwelen van dezelfde kleur en dien je het doel te voltooien voordat je bewegingen opraken. |
| 2018 | Candy Crush Friends Saga     | Actief    | Een vervolg in de Candy Crush Saga serie. |
| 2019 | Pet Rescue Puzzle Saga       | Stopgezet | Een vervolg in de Pet Rescue Saga. |
| 2019 | Knighthood                   | Actief    | Een gratis te spelen, turn-based strategie rollenspel. |
| 2021 | Crash Bandicoot: On the Run! | Actief    | Een auto-runner spel gebaseerd op Activision's Crash Bandicoot serie. |